# Гірченко Володимир Платонович
Володимир Платонович Гірченко (1887 — після 1928) — український правознавець та дипломат. Посол Української Держави у Вірменії.

## Життєпис
Народився у 1870-х роках. Отримав вищу юридичну освіту. До Першої Світової війни служив товаришем прокурора Курського окружного суду.
З 23 червня 1914 по 7 квітня 1918 рр. — працював Прокурором Єреванського окружного суду. Був Головою ради українського товариства «Просвіта» в Єревані. У 1918 представник комісаріату Української крайової ради Закавказзя.
З 22 травня 1918 — представник українського комісара на Закавказі Григорія Хименка у Вірменії. 01.08.1918 — був присутній в дипломатичній ложі на відкритті Вірменського парламенту в Єревані. Сприяв розвитку дипломатичних відносин України з країнами Закавказзя. Виконував дипломатичні завдання в Азербайджані та Грузії.
Працюючи над об'єднанням українців, скликав у місті Єреван в серпні 1918 року з'їзд офіцерів — українців, що служили в межах території Вірменії, і цей з'їзд отримав схвалення від Вірменського Уряду. Про цей з'їзд йшлося писала вірменська газета «ЗАНГ».
Для поширення відомостей про Українську Державу серед широких мас вірменського населення Володимир Гірченко розмістив в газеті ЗАНГ статтю «Україна». Інтерв'ю з В. П. Гірченко, як із представником України у Вірменії, надруковано в тифліській газеті «Кавказьке Слово» № 192 від вересня 1918 року.
Після закінчення національно-визвольних змагань, працював юрисконсультом в державному закладі.
В жовтні 1927 року — заарештований, в червні 1928 року — засуджений до 5 років концтабору.

## Автор мемуарів
- Книга "Из воспоминаний о графе В.Ф. Доррере" (1913, Курськ)[4]